# Carl Bertil Sehlin
Carl Bertil Sehlin, född 26 augusti 1933 i Kristianstad, död 15 mars 2002 i Tomelilla, var en svensk polisman, bibliofil och grafiker.
Han var son till vaktmästaren Karl Arvid Sehlin och Gunhild Persson och mellan 1957 och 1995 gift med Britt Elly Gunnel Åkesson. Sehlin studerade konst för Thormod Larsen, Lennart Frisk och Jan Forsberg 1965–1966 samt under studieresor till Grekland. Han debuterade i Helsingborgs konstförenings vårutställning 1966 och medverkade därefter i utställningen Kulla-konst i Höganäs och grupputställningen Ung konst på Galleri HS i Lund. Sehlin fick två verk antagna till Liljevalchs vårsalong 1969 och fyra verk till konstutställningen i Kristianstad samma vår.